# اللاجئون الأفغان
اللاجئون الأفغان هم مواطنون أفغان أجبروا على هجر بلدهم نتيجة لحروب كبرى أو اضطهاد أو تعذيب أو إبادة جماعية. شهدت ثورة سور في عام 1978 التي تبعها الغزو السوفييتي في عام 1979 الموجة الأولى للنزوح الداخلي والهجرة الدولية من أفغانستان إلى دولتي إيران وباكستان المجاورتان؛ وهاجرت أعداد أقل منها إلى الهند أو الاتحاد السوفييتي سابقًا. فر نحو ستة ملايين أفغاني من البلاد – نصف سكان البلاد تقريبًا. عندما غادرت القوات السوفييتية أفغانستان في عام 1989، عاد العديد من اللاجئين إلى وطنهم. هاجروا ثانيةً إلى الدول المجاورة خلال وبعد الحرب الأهلية الأفغانية (1992-1996).
أصبحت أفغانستان واحدة من أكبر الدول المصدرة للاجئين في العالم. كان هناك أكثر من 6 ملايين لاجئ أفغاني يقيمون في إيران وباكستان بحلول عام 2000. يشكلون حاليًا ثالث أكبر مجموعة بعد اللاجئين السوريين والفنزويليين. أنشأت بعض البلدان التي كانت جزءًا من قوة المساعدة الأمنية الدولية (إيساف) برامج خاصة من أجل السماح لآلاف الأفغان بإعادة التوطين في أمريكا الشمالية أو أوروبا. يعد هؤلاء اللاجئون، باعتبارهم لاجئين أو طالبي لجوء بدون جنسية، محميين بموجب مبدأ عدم الإعادة القسرية الراسخ أو اتفاقية الأمم المتحدة لمناهضة التعذيب.
يتلقى اللاجئون أقصى قدر من المزايا الحكومية والحماية في بلدان مثل أستراليا، وكندا، وألمانيا، والمملكة المتحدة والولايات المتحدة. على سبيل المثال، فإنه يمكن لأولئك الذين يحصلون على بطاقة خضراء وفقًا للباب الثامن من دستور الولايات المتحدة القسم رقم 1159 أن يصبحوا على الفور «مجنسين غير مواطنين في الولايات المتحدة» وفقًا للباب الثامن من الدستور الأمريكي القسم رقم 1452، بدون الحاجة لتلبية المتطلبات الواردة في الباب الثامن القسم رقم 1427 من الدستور الأمريكي. يسمح لهم ذلك بالسفر وفق جوازات سفر أمريكية مختلفة. تمنح أستراليا مميزات مشابهة للاجئين المقبولين.

## النزوح الداخلي
يوجد أكثر من مليون نازح داخلي في أفغانستان. اختبر معظم الأفغان النزوح الداخلي نتيجة للأعمال العسكرية وعنف الفصائل المتحاربة، رغم وجود أسباب ناتجة عن كوارث طبيعية كبرى أيضًا. تسبب الغزو السوفييتي بالنزوح الداخلي لنحو مليوني أفغاني، معظم من المناطق الريفية إلى مناطق المدن. سببت الحرب الأهلية الأفغانية (1992-1996) موجة جديدة من النزوح الداخلي، مع انتقال العديد من المواطنين إلى المناطق الشمالية من أجل تجنب شمولية طالبان. تستمر معاناة أفغانستان من عدم الاستقرار والصراعات، مما أدى إلى زيادة في النزوح الداخلي.

## البلدان الإقليمية والمجاورة
يستقر الأفغان الأصليون ويعملون بشكل قانوني في نحو 92 بلد حول العالم. مر نحو ثلاثة أرباع الأفغان بتجربة نزوح داخلية أو خارجية خلال حياتهم. جميع اللاجئين المقبولين وأولئك الذين تم منحهم حق اللجوء في الولايات المتحدة، على عكس الكثير من البلدان، هم مرشحون قانونيًا للحصول على الإقامة الدائمة (البطاقة الخضراء) ومن ثم الجنسية الأمريكية. يصبح جميع أطفالهم أمريكيون بشكل آلي إذا حققوا جميع متطلبات القسم رقم 1408(4)، والقسم رقم 1431(a)، والقسم رقم 1433(a) من المادة الثامنة في الدستور الأمريكي. يوسع ذلك من صلاحياتهم، ويمنحهم جميعًا حماية دولية إضافية ضد أي تهديد أو ضرر غير قانوني.
قبلت الولايات المتحدة أكثر من 10000 لاجئ أفغاني من الإمارات العربية المتحدة ، التي أصبحت مضيفًا مؤقتًا لهم نيابة عن دول أخرى. ومع ذلك ، ظل ما يقرب من 12000 لاجئ في منشأة أبو ظبي اعتبارًا من أغسطس 2022. بدأ اللاجئون في الاحتجاج على عملية إعادة التوطين البطيئة والمبهمة والظروف المعيشية. عادت الاحتجاجات إلى الظهور في أكتوبر / تشرين الأول 2022. قال لاجئ انتقل إلى كندا إنه يعاني نفسياً في المنشأة الإماراتية.